# Sindacato belga della critica cinematografica
Il Sindacato belga della critica cinematografica (UCC, Union de la Critique de Cinéma) è un'organizzazione no profit con sede a Bruxelles nel Belgio dedicata al cinema belga e internazionale. Non ha alcun legame commerciale con l'industria cinematografica.
I membri, che comprendono insegnanti, studenti, storici, professionisti dell'industria cinematografica, cinefili nel senso più ampio del termine, vedono e valutano i film pubblicati nell'anno preso in esame. Spesso le visioni sono seguite da dibattiti approfonditi con registi, attori, produttori e sceneggiatori. A fine anno attraverso apposite schede di votazione determinano i vincitori dei premi annuali.

## Storia
Fondato nel 1950, il Sindacato belga della critica cinematografica sceglie ogni anno i migliori film belgi e i migliori film stranieri e rimane tuttora la prima associazione di critica cinematografica ad annunciare i propri premi annuali. L'organizzazione assegna annualmente dal 1954 il suo Grand Prix al film che ha maggiormente contribuito all'«arricchimento dell'arte cinematografica». Dal 1976 presenta inoltre il premio André Cavens, stabilito in onore del regista belga André Cavens, per premiare il miglior film belga dell'anno.